# Barrerite
La barrerite è un raro minerale della classe dei "silicati e germanati". La sua composizione chimica è Na2[Al2Si7O18] · 6H2O e strutturalmente appartiene alla famiglia delle zeoliti in cui compare nell'omonimo gruppo.

## Etimologia e storia
La barrerite è stata trovata per la prima volta nel 1974 sulle rocce di andesite vicino a San Efisio (Nora) in provincia di Cagliari e descritta da E. Passaglia e D. Pongiluppi, che hanno chiamato il minerale in onore di Richard Maling Barrer (1910-1996), un chimico neozelandese e fondatore della chimica della zeolite.

## Classificazione
Nell'ormai obsoleta ma ancora comune 8ª classificazione dei minerali secondo Strunz, la barrerite apparteneva al dipartimento dei "tectosilicati" e lì al gruppo delle zeoliti.
Con la revisione della sistematica minerale di Strunz nella 9ª edizione, questa sezione è stata suddivisa in modo più preciso in base al tipo di forma di legatura delle strutture. Di conseguenza, la barrerite è ora nella suddivisione dei "Tettosilicati con H2O zeolitica; famiglia della zeolite" e da l' nella sottoclasse più fine "Catene di tetraedri T10O20" dove si trova insieme al minerale stellerite il quale forma il gruppo 9.GE.15.

## Abito cristallino
La barrerite cristallizza nel sistema ortorombico nel gruppo spaziale 'Amma (gruppo nº 63, posizione 3) con i parametri del reticolo a = 13,64 Å, b = 18,20 Å e c = 17,84 Å così come otto unità di formula per cella unitaria.

## Origine e giacitura
Non si sa nulla sulle esatte condizioni di formazione della barrerite. Tuttavia, si trova principalmente sulle pareti di grandi fratture di andesite fortemente alterata e lava riolite o in altre rocce ignee basiche, come il diabase, dove si trova in paragenesi con heulandite.
Oltre che nella località tipo di San Efisio, la barrerite è stata rinvenuta sempre in Italia nei pressi di Capo di Pula in Sardegna. In totale, il minerale è stato rilevato in undici siti alla data del 2010: nella "miniera di Cantungung" vicino a Tungsteno (Territori del Nord-Ovest) e nella "Woodworth Cove" sulla Baia di Fundy in Canada; a Hirado in Giappone; nel comune norvegese di Vefsn, su Kuiu Island (Sitka, in Alaska), nella Contea di Pershing (Nevada) e sulla Cedar Mountain vicino a Mitchell (Contea di Culpeper, Virginia) negli Stati Uniti.

## Forma in cui si presenta in natura
La barrerite ha la stessa struttura topologica della stilbite e della stellerite. Si presenta principalmente in cristalli piatti e tabulari da trasparenti a traslucidi di dimensioni fino a 5 cm.
La barrerite pura è incolore. Tuttavia, a causa di errori di costruzione del reticolo o di mescolanze estranee, di solito appare di colore bianco, bianco-rossastro o rosa.